# Moselbrücke Löf–Alken
Die Moselbrücke Löf–Alken ist eine Straßenbrücke zwischen Löf und Alken. Sie zweigt von der B 416 sowie B 49 ab und überquert diese sowie die Mosel.
Die Fertigstellung der am 23. April 1970 begonnenen Brücke über die Mosel war von besonderer Bedeutung für Wirtschaft und Infrastruktur der Gemeinden Löf und Alken. Sie ist die einzige Moselbrücke zwischen der Moselgoldbrücke in Kobern-Gondorf und der Straßenbrücke in Treis-Karden. Die Baukosten für die 164 Meter lange und 6,60 Meter breite Brücke betrugen damals rund 7,8 Millionen DM, die vom Land Rheinland-Pfalz und dem Landkreis Mayen-Koblenz aufgebracht wurden. Die Brücke wurde am 30. Juni 1972 dem Verkehr übergeben.